# 거짓말쟁이 공주와 눈 먼 왕자
거짓말쟁이 공주와 눈 먼 왕자(일본어: 嘘つき姫と盲目王子, 영어: The Liar Princess and the Blind Prince)는 니폰 이치 소프트웨어에서 개발한 액션 어드벤쳐 게임이다. 2018년 5월 일본에서 닌텐도 스위치, 플레이스테이션 4, 플레이스테이션 비타 전용으로 출시되었으며, 2019년 2월 서부 지역에서는 닌텐도 스위치와 플레이스테이션 4 전용으로 출시되었다.

## 게임플레이
"거짓말쟁이 공주와 눈 먼왕자"는 옆으로 스크롤하는 관점에서 진행되는 액션 어드벤쳐 게임이다. 플레이어는 대부분의 상황에서 자유롭게 공주로 변신할 수 있는 늑대 같은 괴물이며, 각 스테이지마다 왕자를 적절하게 호위해야 한다. 공주의 형태로 있을 때, 플레이어는 왕자와 손을 잡고 그를 옆에 붙들고 점프하거나 왼쪽이나 오른쪽으로 걷도록 지시하는 등의 간단한 지시를 할 수 있다. 하지만, 공주의 모습으론 높은 지역에서 추락하거나 생물들의 공격으로부터 더 취약하다. 늑대의 모습으로 있을 때, 플레이어는 숲의 생물들과 적들로부터 왕자를 보호할 수 있다. 직접 생물들을 공격하거나 주변 환경을 활용하는 것이 가능하다. 또한 늑대의 형태 일 때는 높은 폭포에서 떨어져도 살아남아 수 있으며 생물들의 공격도 견딜 수 있다. 숲에는 자연 환경을 활용한 무게에 반응하는 플랫폼, 공주만 들어갈 수 있는 작은 지역, 길을 막고 늑대의 힘에 의해서만 부서질 수 있는 무거운 물체 등 다양한 퍼즐이 있다. 왕자는 공주를 위해 특정한 물건들을 들고, 공주를 올바른 위치로 인도할 수 있다. 불등처럼 왕자만 들 수 있는 물건들이 몇 가지 있다.

## 줄거리
매일 밤, 괴물이 가득한 숲 속 깊은 절벽에서, 커다란 늑대 괴물이 밤하늘에 노래를 불렀다. 그녀의 아름다운 목소리는 곧 숲으로 둘러싸인 왕국의 어린 왕자의 관심 을 끌었고, 왕자는 그녀의 노래를 듣기 위해 매일 밤 숲을 찾아다녔다. 처음에 인간을 경계하던 늑대도 점점 그녀의 음악에 대한 왕자의 찬탄을 즐기기 시작했지만, 왕자가 그녀를 보기 전에 그녀의 정체가 무엇인지 알고 도망갈 것을 두려워했다. 어느 날 밤, 왕자는 사랑스러운 목소리의 주인을 보기 위해 절벽에 올랐고, 왕자의 행동에 허를 찔린 늑대는 순간 그의 눈을 가리려다가 실수로 그를 공격해 왕자의 눈이 멀게 했다. 공포에 질려, 왕자는 뒤로 비틀거리며 왕자를 구하려는 늑대의 시도에도 불구하고 절벽에서 떨어졌다. 소동에 이끌려 온 호위병에 의해 구조된 후, 왕자는 그의 상처를 수치스럽게 생각한 그의 부모에 의해 어느 외딴 탑에 투옥된다. 며칠 후, 늑대는 이 사실을 알고 왕자의 불행에 대해 죄책감을 느끼면서 성으로 몰래 들어간다. 늑대는 이웃 왕국에서 온 공주라고 왕자에게 말하면서 왕자를 데리고 숲의 마녀를 찾아가기로 결심하는데, 마녀는 대가를 지불하면 소원을 들어주는 숲의 신비로운 존재이다. 하지만 왕자가 늑대를 있는 그대로 받아들일 수 없다는 것을 깨닫고, 늑대는 마녀를 찾아가 인간이 되기 위해 자신의 목소리를 바친다.
마녀는 늑대에게 공주로 자유롭게 변신할 수 있는 능력을 주었지만, 달빛 아래서는 마법이 사라질 것이라고 경고한다. 성으로 돌아와 왕자를 데려온 늑대는 왕자의 눈이 고치기 위해 그를 마녀에게 인도하기 위한 긴 여행을 시작한다. "공주"의 특이한 매너리즘과 혼란은 결국 왕자의 의심을 불러일으키지만, 여정을 통해 두 사람은 유대감을 갖기 시작한다. 어느 날 밤, 공주가 왕자에게 꽃을 건네고 있을 때, 달빛이 그녀의 손 위에 드리워져 원래의 모습으로 돌아왔다. 왕자는 자신을 눈이 멀게 한 팔의 감각을 기억하면서, 즉시 그것을 알아챘고, 그로 인한 낙상으로 인해 숲에 큰 불이 나기 시작한다. 그리고 불길은 마녀의 소장품까지 대부분 태워버린다. 분노한 마녀는 거대한 괴물로 변해 숲 속을 날뛰기 시작한다. 불 속에서 왕자를 구한 후, 공주와 왕자는 마녀를 진정시키기 위해 함께 사과하기로 결심한다. 비록 마녀는 여전히 그들에게 화가 나 있지만 용서를 구하는데 성공한다. 대신 마녀는 공주의 변신 능력과 왕자에 관한 기억을 대가로 왕자의 시력을 회복시켜 주겠다 제안하고 공주의 이 제안을 받아들인다. 사실 마녀는 왕자의 눈을 고치는데 그만큼의 대가가 필요하지 않았지만, 그들의 죄에 대한 속죄와 숲을 낫게 하는 데 필요한 힘을 얻기 위해서 추가적인 요구를 한 것이다. 공주가 조건을 수락하는 것을 막으려는 왕자의 시도에도 불구하고, 그는 그것을 막을 힘이 없었다.
얼마 후, 늑대는 이유도 모른 채 끔찍한 목소리로 노래를 부르지만, 어느 날 밤 왕자가 나타날 때까지 밤하늘의 절벽에서 노래를 계속했다. 늑대는 그가 누구인지 잊어버린 후, 처음에는 그를 잡아먹으려한다. 그러나 왕자는 그녀에게 꽃다발을 건네주었고, 늑대는 이유 모를 향수와 슬픔의 감정을 느낀다. 더 이상 외로움을 느끼지 않고, 두 사람은 서로의 옆에 앉는다. 잃어버린 기억과 목소리에도 불구하고, 늑대는 왕자와 함께 있는 것을 즐기고, 그 때부터 그를 위해 다시 노래를 부른다.

## 개발 과정
"거짓말쟁이 공주와 눈 먼 왕자"의 아이디어는 니폰 이치 소프트웨어 내부의 피칭 콘테스트에 참여한 한 웹 디자이너로부터 나왔다. 이 콘테스트는 매년 개최되고 있으며 이와 같이 개발된 게임에는 반딧불의 일기와 요마와리: 떠도는 밤이 있다. 이 게임은 2018년 1월에 처음 세상에 공개되었다.
2018년 8월, 니폰 이치 소프트웨어 아메리카는 닌텐도 스위치와 플레이스테이션 4 만을 위해 2019년 북미와 유럽에서 게임을 출판한다고 발표했으며, 사운드 트랙이 수록된 판본을 특별 한정판 에디션으로 출시했다.